# Шива
Шива (Шанкара) (на санскрит: िशव или श्रीिशव), заедно с Брахма и Вишну, е върховен бог в шиваизма и индуистката митология. Той е „махагуру“ (велик учител, учител на учителите), наричан лунният бог на планините. Пребивава на планината Каиласа. Според някои източници Шива е част от божествената триада – Тримурти. Според други той е създал Вишну, а Вишну е създал Брахма. За разлика от бога творец Брахма и бога пазител Вишну, Шива е почитан като бог разрушител и страшен враг на демоните и закрилник на аскетите, отдаващи се на съзерцание. Покровител е на Тамас-гуна.
Шиваизмът е едно от основните разклонения на индуизма.

## Митология
Един от главните подвизи на  е унищожаването на трите града, издигнати от демоните – асури. Някога Брахма разрешил на демоните да построят три крепости и те построили един град на небето, друг – във въздуха и трети – на земята. Така те се почувствали в пълна безопасност и решили да покорят боговете. Тогава Шива изстрелял една стрела, с която поразил едновременно трите града и те изгорели като слама.
Шива и съпругата му Парвати имали двама синове – Ганеша, бог на мъдростта, и Сканда – победител на демона Тараки. Парвати чрез страшните си превъплъщения в образа на Дурга и Кали също се прославила с победите си над демоните. Шива се почита не само като бог разрушител, но и като съзидател. В началото на всеки нов период на Вселената със своя танц той я събужда за живот, а в края я унищожава, изпълнявайки танца на разрушението.

## Иконография
- Третото око: На челото си Шива има трето око, което символизира мъдростта. Това е окото, което вижда зад очевидното. То често е свързвано с нестихващата сила, с която бог Шива унищожава злото и демоните.
- Змийската огърлица: Шива е над силата на смъртта. Той поглъща отровата калкети за доброто на Вселената. Смъртоносната кобра представлява смъртта, която Шива напълно е победил. Кобрата също така символизира скритата сила, наречена Кундалини
- Сплетените коси (джата): Те го показват като бог на вятъра, който е неуловимото начало на всяко живо същество.
- Полумесецът: Шива носи на главата си полумесец от петнадесетия ден (панчами). Полумесецът е поставен близо до третото око на Шива, а това е силата на Сома, жертвоприношение, символ на Луната. Луната е също така и символ на времето, Шива има контрол върху времето.
- Свещената река Ганг: Ганг е най-свещената от всички реки и тя тече от сплетените коси на Шива. Течащата вода е един от петте елемента, които съставляват Вселената и създават всичко на Земята.
- Барабанът: Барабанът е в ръцете на Шива, a той е създателят на света, извор на всички езици и изрази.
- Вибхути: Това са три линии на мъртъвците, нарисувани върху челото на Шива. Те представляват същността на нашето съществуване.
- Мъртъвци: Шива маже тялото си с пепел от гробището – показва философията на живота и смъртта и факта, че смъртта е крайната реалност на живота.
- Тигърска кожа: Тигърът е превозното средство на Шакти, богинята на силата и способностите. Шива е над и отвъд всякакъв вид сили. Той е господар на Шакти. Тигърската кожа, която той носи, символизира поставянето му над всякакви сили. Тигърът също така представлява похотливо желание. Това, че Шива седи върху тигърска кожа, означава, че е надделял всяко плътско желание.
- Слонова и еленска кожа: Слоновете са символ на гордостта. Носенето на слоновата кожа сочи, че Шива е победил гордостта, а еленовата кожа, че контролира ума си напълно.
- Рудракша: Бог Шива носи превръзки на ръцете си – Рудракша, за които се предполага, че имат лечебно действие.
- Тризъбец: Трите остриета на тризъбеца символизират трите предназначения на триадата – сътворението, съхранението и унищожението. Шива държи тризъбеца в ръката си и трите са под негов контрол. Друго тълкуване на тризъбеца е, че трите остриета представляват миналото, настоящето и бъдещето.

- Скулптура на Шива Тримурти от пещерите Елефанта, VI век
- Монументална статуя на Шива от храм в Бангалор
- Статуетка на Шива Натараджа, цар на танца